# Chiqui de la Fuente
Chiqui de la Fuente (né José Luis de la Fuente Sánchez en 1933 à Santander et mort en septembre 1992 à Madrid) est un éditeur et auteur de bande dessinée espagnol, petit frère de Víctor et de Ramón de la Fuente. Il est surtout connu pour ses adaptations en bande dessinée de classiques littéraires.

## Prix
- 1990 : prix Haxtur de l'« auteur que nous aimons », pour l'ensemble de sa carrière